# Krzysztof Mikołaj Radziwiłł

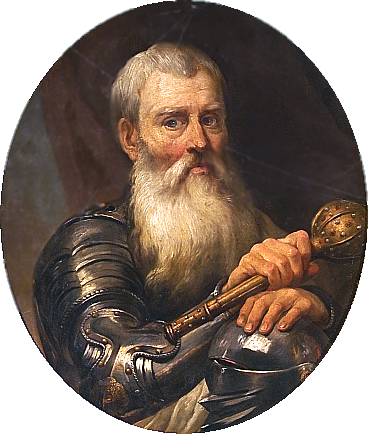
Krzysztof Mikołaj Radziwiłł (Gemälde von Marcello Bacciarelli, 1781)

Krzysztof Mikołaj Radziwiłł (gen. Piorun, der Donnerer, litauisch Kristupas Radvila Perkūnas; * 1547 in Vilnius; † 20. November 1603 in Łosośna) war ein litauischer Aristokrat, hochrangiger Funktionsträger und Militärbefehlshaber in Polen-Litauen.
Er war Fürst auf Biržai und Dubingiai sowie Reichsfürst des HRR. Als Beamter im Staatsdienst bekleidete er unter anderem die Ämter eines Wojewoden von Wilna und eines Großhetmans von Litauen. Er ist nicht zu verwechseln mit Mikołaj Krzysztof Radziwiłł (1549–1616), gen. der Waise.

## Familie
Er war Sohn von Mikołaj Radziwiłł Rudy (1512–1584) und der Katarzyna von Tomice Iwinska. Er selbst war viermal verheiratet mit Katarzyna Sobek, Katarzyna Ostrogska, Katarzyna Tęczyńska und Elżbieta Ostrogska. Aus der Ehe mit Katarzyna Ostrogska ging Janusz Radziwiłł (1579–1620) und aus der Ehe mit Katarzyna Tęczyńska ging Krzysztof Radziwiłł (1585–1640) hervor.

## Leben
Seit 1569 war er Podczaszy (Mundschenk) von Litauen. Seit 1572 war er Feldhetman von Litauen. Er war Kastellan von Troki und seit 1579 Vizekanzler von Litauen. Seit 1584 war er Woiwode von Wilna und seit 1589 Großhetman von Litauen.
Radziwiłł war Offizier und später Befehlshaber im Krieg gegen Russland und Schweden im livländischen Krieg. Er zeichnete sich 1579 und 1580 bei den Belagerungen von Poloczk und Wielkie-Luki sowie in der Schlacht von Sokol aus. Ebenso kämpfte er 1581 an der Wolga und war 1583 an der Vertreibung der Schweden aus Litauen beteiligt.
Nach dem Einmarsch der Schweden 1600/1601 musste er ohne ausreichende Armee dem gegnerischen Vormarsch zunächst zusehen. Nachdem er eine Armee von 15.000 Mann zusammengestellt hatte, siegte er 1601 in der Schlacht von Kokenhusen gegen die Schweden und brachte der belagerten polnischen Garnison Entsatz. Allerdings musste er die Belagerung von Ronneburg aufheben, weil König Karl IX. mit einer Kriegsflotte vor der Mündung der Düna lag, um Riga zu belagern. Radziwill konnte sich erfolgreich in Richtung Riga zurückziehen. Dort nahm er eine feste Stellung ein und zwang die Schweden zur Aufhebung der Belagerung von Riga. Daraufhin konnte Radziwiłł seine Truppen mit denen des polnischen Königs Sigismund III. Wasa vereinigen. Er blieb noch eine Zeit beim königlichen Heer, bis ihn Intrigen veranlassten, sich auf seine Besitzungen zurückzuziehen.
Wie sein Vater, Bruder und Neffe war er Schutzherr der Calvinisten in Polen-Litauen. Er nahm zum Schutz der reformierten Kirche gegenüber dem wieder an Einfluss gewinnenden Katholizismus auch Kontakte mit der orthodoxen Kirche auf. Er unterhielt eine vorwiegend aus Italienern bestehende Kapelle, die 100 Mitglieder stark war.